# 亨德里克·威廉·房龙
亨德里克·威廉·房龙（Hendrik Willem van Loon，1882年1月14日—1944年3月11日），荷兰裔美国人。历史通俗读物作家、插图画家。房龙的作品多以散文的形式叙述、评论历史事件及人物，他生动诙谐的文笔使读者能在短时间内以一种轻松的方式了解历史的大致脉络，並配上親手繪製之許多生動插圖，提高閱讀的趣味，因此很受一般的读者欢迎。他的书在美国十分畅销，擁有驚人的銷售量。但在历史学研究上，房龙則并未取得相应的學術地位與成就，基本上是被定位於一位「優秀的通俗歷史作家」。

## 生平
房龙1882年出生于荷兰鹿特丹一个富裕家庭。自幼对历史、地理、船舶、绘画和音乐等发生兴趣。1902年只身赴美国，入康奈尔大学，1905年获学士学位，1911年在慕尼黑大学获博士学位。
房龙早年的生活并不顺利，他的第一部著作《荷兰共和国的覆亡》虽然得到了一定认可，但销路并不理想。1920年他应书商要约写作《古人类》，才取得一定销量，然而却并不足以扭转他的经济状况。房龙在成為暢銷作家之前，曾在康奈尔大学（1915-1917）和俄亥俄州安条克学院（1921-1922）取得过教职，校方认为他的课十分活潑，非常吸引学生；但相對的，由於他的史學較偏向通俗與自由的詮釋，並不符合史學界一板一眼嚴謹的研究方式，因此曾數度被若干不認同或嫉妒的同僚，視為並不符學術界標準，指責他的教學對學生在嚴謹的歷史研究上並無裨益，使得房龍也多次因壓力而去職。後來，他在第二任妻子的鼓勵下，創作了《人類的故事》，在美國出版界一炮而紅，大受歡迎，從此享譽世界，自此邁入暢銷作家之林。此后，房龙又写出多部畅销全美市场的作品。他的作品中，以《人类的故事》、《宽容》、《圣经的故事》最为著名。至1920年代末期，他已积累到一定财富，在美国和欧洲购置了房产，不再受限于经济问题，於是可以自由地从事创作和社会活动了,直至1946年去世。他為世人留下了30多部作品，其中《聖經的故事》、《人類的故事》、《寬容》並列為房龍的三大名著，自出版以來，一直倍受讚譽傳讀不衰。
房龙曾以美联社记者身份报道1905年俄国革命和第一次世界大战。
房龙常以自己手绘的漫画作为自己作品的插图，也成為他作品的註冊商標。
房龙结过三次婚：1906年，他与来自马萨诸塞州上流家庭的Eliza Ingersoll Bowditch （数学家納撒尼爾·鮑迪奇的后代）结婚，育有两子。1920年娶第二任妻子Eliza Helen Criswell（昵称“吉米”）。在第三段婚姻结束后房龙一直与吉米同居直到去世。《房龙传》的作者，房龙次子杰勒德·威廉·房龙认为房龙并不爱吉米，而只是把她看作工作和生活秘书。
房龙身高达2.08米，亦相当肥胖，有“大象”的绰号。他的身体状况一直不甚理想，最后死于心脏病发。此外因长期从事写作，房龙长期患有神经衰弱。

## 宗教信仰
为了联合论战中的潜在盟友，房龙于1942年加入了（基督教）美国万灵一位论教会（Unitarian Church of All Souls即一神普救派）。该教会牧师劳伦斯.I.尼尔是房龙在哈佛大学时的同班同学，并且曾经在房龙的婚礼上当过迎宾员（usher）。在他为该教会撰写的手册《我相信这个！》（This I Believe!）中，房龙开玩笑说道这个教会之所以对他有吸引力是“因为只有当看门人从楼梯上摔下来的时候，耶稣基督（Jesus Christ）的名字才会被提及。”

## 影响与评价
在美国，房龙被看作著名作家、历史学家和记者，其影响主要来自于他的著作。但在学术界房龙的影响则不大。
尽管中国公众可能对房龙缺乏了解，但在中国的知识界，房龙却拥有相当的认知度。早在1927年，其著作《古人类》就已由中国作家林微音（非林徽因）翻译出版（书名《古代的人》）。《人类的故事》在1930年代出现中文版。中国当代作家郁达夫曾评价说：“范龙（即房龙）的这一种方法，实在巧妙不过，干燥无味的科学常识，经他那么一写，无论大人小孩，读他的书的人，都觉得娓娓忘倦了”。“……范龙的笔，有这一种魔力。但这也不是他的特创，这不过是将文学家的手法，拿来用以讲述科学而已。” （页面存档备份，存于）

## 主要著作
- 《荷蘭共和國的衰亡》（1913）英文名：The Fall of the Dutch Republic
- 《荷兰共和国的兴起》（1915）英文名：The Rise of the Dutch Republic
- 《荷兰航海家宝典》(1916) 英文名：The Golden Book of the Dutch Navigators
- 《發現簡史》（1917）英文名：A Short History of Discovery: From the Earliest Times to the Founding of Colonies in the American Continent
- 《古人類》（1920）英文名：Ancient man; the Beginning of Civilizations
- 《人類的故事》（1921）英文名：The Story of Mankind
- 《聖經的故事》又名《漫话圣经》（（1923）ISBN 9789861780832 英文名：The Story of the Bible
- 《女巫和猎巫者》（暂名）（1923）英文名：Witches and Witch-Finders
- 《帽子威尔伯的故事》(暂名)（1925）英文名：The Story of Wilbur the Hat
- 《寬容》又名《人类的解放》（1925）ISBN 9570492112 英文名：Tolerance

2009年，入选中国图书商报社和中国出版科学研究所联合主办评选的“新中国60年中国最具影响力的600本书”，列在生活文教类（共28种）。
- 《人类解放的故事》（1926）英文名：The Liberation of Mankind: the story of man's struggle for the right to think
- 《美洲的故事》（1927）英文名：America: The Story of America from the very beginning up to the present
- 《阿德里安·布洛克》（1928）英文名：Adriaen Block
- 《多重人》(暂名)又名《凭借发明而生存的故事》(暂名)（1928）英文名：Multiplex man，或the Story of Survival through Invention
- 《彼得·施托伊弗桑特的生平与时代》(暂名)（1928）英文名：Life and Times of Peter Stuyvesant
- 《制造奇跡的人》（1928）英文名：Man the Miracle Maker
- 《倫勃朗的生平與時代》又名《人生苦旅》又名《伦勃朗全传》（1930）英文名：R. v. R.: the Life and Times of Rembrandt van Rijn
- 《如果荷兰人守住了新阿姆斯特丹》(暂名)（1931）英文名：If the Dutch Had Kept Nieuw Amsterdam
- 《房龍地理》（1932）ISBN 9787561331644 英文名：Van Loon's Geography
- 《黄金》(暂名)（文章）（1933）英文名：Gold
- 《轻率的旅行》(暂名)(1933)英文名：An Indiscreet Itinerary or How the Unconventional Traveler Should See Holland by one who was actually born there and whose name is Hendrik Willem Van loon
- 《上树的大象》(暂名)（1933）英文名：An Elephant Up a Tree
- 《人类的家园》（1933）英文名：The Home of Mankind: the story of the world we live in
- 《发明的故事》（1934）英文名：The story of inventions: Man, the Miracle Maker
- 《船：它们如何在七大洋航行》(暂名)（1935）英文名：Ships: and How They Sailed the Seven Seas (5000 B.C.-A.D.1935)
- 《与字母一起漫游世界》(1935)英文名：Around the World With the Alphabet
- 《广播风暴》(暂名)(1935)英文名：Air-Storming: A Collection of 40 Radio Talks
- 《勿爱我》(暂名)(1935 )英文名：Love me not
- 《分裂的世界是迷失的世界》(暂名)(1935)英文名：A World Divided is a World Lost
- 《我们唱的歌》(暂名)(1936)英文名：The Songs We Sing
- 《论艺术》又名《艺术》（1937）英文名：The Arts
- 《圣诞颂歌》(暂名)（1937）Christmas Carols (with Grace Castagnetta)
- 《见证印刷术的谜团与约翰古腾堡的贡献》(暂名)(1937)英文名：Observations on the mystery of print and the work of Johann Gutenberg
- 《我们的奋斗:对阿道夫·希特勒<我的奋斗>回答》(暂名)（1938）英文名：Our Battle: Being One Man's Answer to "My Battle" by Adolf Hitler
- 《西方美术简史》（1938）英文名：How to Look at Pictures: a Short History of Painting
- 《众土民歌》(暂名)(1938)英文名：Folk Songs of Many Lands
- 《最后的吟游诗人》(暂名)(1939)英文名：The Last of the Troubadours: The Life and Music of Carl Michael Bellman 1740-1795
- 《唱遍美国的歌》(暂名)(1939)英文名：The Songs America Sings
- 《我的课本》(暂名)(1939)英文名：My School Books
- 《入侵》(暂名)(1940)英文名：Invasion, being the personal recollections of what happened to our own family and to some of our friends during the first forty-eight hours of that terrible incident in our history which is now known as the great invasion and how we escaped with our lives
- 《太平洋的故事》（1940）ISBN 9578225342 英文名：The Story of the Pacific
- 《約翰·塞巴斯蒂安·巴赫的生平與時代》（1940）英文名：The Life and Times of Johann Sebastian Bach
- 《喜讯》(暂名)(1941)英文名：Good Tidings
- 《伊拉斯谟的<愚人颂>及作者简介》(暂名)(1942 )英文名：The Praise of Folly by Desiderius Erasmus of Rotterdam, with a short life of the Author by Hendrik Willem van Loon of Rotterdam who also illustrated the Book
- 《与世界伟人谈心》又名《天堂对话》(1942)英文名：Van Loon's Lives: Being a true and faithful account of a number of highly interesting meetings with certain historical personages, from Confucius and Plato to Voltaire and Thomas Jefferson, about whom we had always felt a great deal of curiosity and who came to us as dinner guests in a bygone year
- 《圣诞歌》(暂名)(1942)英文名：Christmas Songs
- 《铃铛的讯息》(暂名)(1942)英文名：The Message of the Bells
- 《托馬斯·杰弗遜》《西蒙·玻利瓦爾的生平與時代》（原版为一本书）（1943）英文名：Fighters for Freedom: the Life and Times of Thomas Jefferson and Simon Bolivar
- 《厨师长西庇阿·菲拉贝的生平与时代》(暂名)(1943)英文名：The Life and Times of Scipio Fulhaber, Chef de Cuisine
- 《古斯塔夫·瓦萨的冒险和逃走》(暂名)(1945)英文名：Adventures and Escapes of Gustavus Vasa, and how they carried him from his rather obscure origin to the throne of Sweden
- 《致天堂守门人》(1947)英文名：Report to Saint Peter, upon the kind of world in which Hendrik Willem van Loon spent the first years of his life - an unfinished, posthumously published autobiography